# Kuczkowski Hrabia

Herb

Kuczkowski Hrabia – polski herb szlachecki, hrabiowska odmiana herbu Jastrzębiec.

## Opis herbu
Opis z wykorzystaniem klasycznych zasad blazonowania:
Tarcza sześciodzielna (w słup i dwa razy w pas). W polu I błękitnym między ocelami podkowy złotej barkiem w dół krzyż kawalerski srebrny (Jastrzębiec), w polu II czerwonym rogacina przekrzyżowana i u dołu roztłuczona srebrna (Kościesza), w polu III czerwonym, strzemię złote (Strzemię), w polu IV złotym, ponad małą tarczką czerwoną z trzema kamieniami srebrnymi (2 nad 1), pół orła wyskakującego, czarnego o języku czerwonym, w lewo (Sulima), w polu V, czerwonym, łabędź w lewo srebrny (Łabędź), w polu VI, srebrnym, jeleń biegnący czerwony (Brochwicz). Nad tarczą korona hrabiowska, dziewięciopałkowa, a nad nią cztery hełmy w koronie, z których klejnoty: I - jastrząb w lewo, z podkową i krzyżem jak na tarczy, w prawym szponie, II - ogon pawi, III - łabędź w lewo, IV - pół orła jak w herbie. Labry I - błękitne, z prawej podbite srebrem, z lewej złotem, II - z prawej czarne, z lewej czerwone, podbite złotem, III i IV - czerwone, podbite srebrem. Trzymacze: dwóch rycerzy w zbrojach srebrnych, wsparci zewnętrznymi rękami na tarczach, z mieczami przy bokach, na hełmach rycerskich korony z klejnotami - prawy trzy, lewy pięć piór strusich i z labrami - na obu czerwone, podbite srebrem

## Najwcześniejsze wzmianki
Nadany w Galicji 30 listopada 1807 z predykatem hoch- und wohlgeboren (wysoko urodzony i wielmożny) Andrzejowi Jastrzębcowi Kuczkowskiemu. Tytuł został nadany na podstawie patentu z 1775, wywodu genealogiczny przed Komisją Magnatów, posiadane dobra dziedziczne, przywilej dla przodka z 1518, funkcja poborcy i przywiązanie do domu cesarskiego.

## Symbolika
Herb jest przykładem nietypowego herbu genealogicznego, z podaniem większej liczby przodków niż typowa 4-5. Herb ojcowski Jastrzębiec umieszczono w polu I. Pole II zawiera Kościeszę matki Andrzeja - Urszuli Kosmowskiej. Pole III zawiera Strzemię babki ojczystej Andrzeja - Magdaleny Taszyckiej. Pole IV zawiera Sulimę prababki ojczystej Andrzeja - Marianny Wołkanowskiej. Pole V zawiera Łabędzia babki macierzystej Andrzeja - Wąsowiczówny. Pole VI zawiera Brochwicza żony Andrzeja - z domu Zieleńskiej.

## Herbowni
Jedna rodzina herbownych:
graf Jastrzębiec von Kuczkow Kuczkowski.